# Mexikó az 1984. évi nyári olimpiai játékokon
Mexikó az egyesült államokbeli Los Angelesben megrendezett 1984. évi nyári olimpiai játékok egyik részt vevő nemzete volt. Az országot az olimpián 18 sportágban 99 sportoló képviselte, akik összesen 6 érmet szereztek.

## Érmesek
| Érem  | Versenyző         | Sportág      | Versenyszám           |
| ----- | ----------------- | ------------ | --------------------- |
| Arany | Ernesto Canto     | Atlétika     | Férfi 20 km gyaloglás |
| Arany | Raúl González     | Atlétika     | Férfi 50 km gyaloglás |
| Ezüst | Raúl González     | Atlétika     | Férfi 20 km gyaloglás |
| Ezüst | Daniel Aceves     | Birkózás     | Kötöttfogás, 52 kg    |
| Ezüst | Héctor López      | Ökölvívás    | Harmatsúly            |
| Bronz | Manuel Youshimatz | Kerékpározás | Férfi pontverseny     |

## Atlétika
Férfi
| Versenyző         | Versenyszám     | Előfutam | Előfutam | Előfutam | Elődöntő | Elődöntő | Elődöntő | Döntő         | Döntő         |
| Versenyző         | Versenyszám     | Idő      | Hely.    | Össz.    | Idő      | Hely.    | Össz.    | Idő           | Helyezés      |
| ----------------- | --------------- | -------- | -------- | -------- | -------- | -------- | -------- | ------------- | ------------- |
| Gerardo Alcala    | 5000 m          | 13:50,60 | 9.       | 21.      | 13:45,98 | 8.       | 19.      | kiesett       | kiesett       |
| Eduardo Castro    | 5000 m          | 13:51,46 | 3.       | 24.      | 13:42,04 | 11.      | 17.      | kiesett       | kiesett       |
| José Gómez        | 10 000 m        | 28:28,50 | 6.       | 15.      |          |          |          | kiesett       | kiesett       |
| Martín Pitayo     | 10 000 m        | 28:59,19 | 8.       | 25.      |          |          |          | kiesett       | kiesett       |
| Jesús Herrera     | Maraton         |          |          |          |          |          |          | 2:20:33       | 36.           |
| Rodolfo Gómez     | Maraton         |          |          |          |          |          |          | nem ért célba | nem ért célba |
| Miguel Angel Cruz | Maraton         |          |          |          |          |          |          | nem ért célba | nem ért célba |
| Ernesto Canto     | 50 km gyaloglás |          |          |          |          |          |          | 4:07:59       | 10.           |
| Ernesto Canto     | 20 km gyaloglás |          |          |          |          |          |          | 1:23:13       |               |
| Marcelino Colín   | 20 km gyaloglás |          |          |          |          |          |          | 1:28:26       | 17.           |
| Raúl González     | 20 km gyaloglás |          |          |          |          |          |          | 1:23:20       |               |
| Raúl González     | 50 km gyaloglás |          |          |          |          |          |          | 3:47:26       |               |
| Martín Bermúdez   | 50 km gyaloglás |          |          |          |          |          |          | kizárták      | kizárták      |

| Versenyző        | Versenyszám   | Selejtező | Selejtező | Döntő    | Döntő    |
| Versenyző        | Versenyszám   | Eredmény  | Helyezés  | Eredmény | Helyezés |
| ---------------- | ------------- | --------- | --------- | -------- | -------- |
| Juan de la Garza | Gerelyhajítás | 79,16 m   | 14.       | kiesett  | kiesett  |

Női
| Versenyző             | Versenyszám | Előfutam | Előfutam | Előfutam | Elődöntő | Elődöntő | Elődöntő | Döntő   | Döntő    |
| Versenyző             | Versenyszám | Idő      | Hely.    | Össz.    | Idő      | Hely.    | Össz.    | Idő     | Helyezés |
| --------------------- | ----------- | -------- | -------- | -------- | -------- | -------- | -------- | ------- | -------- |
| María Trujillo        | Maraton     |          |          |          |          |          |          | 2:38:50 | 25.      |
| María Cárdeñas        | Maraton     |          |          |          |          |          |          | 2:51:03 | 40.      |
| María Luisa Ronquillo | Maraton     |          |          |          |          |          |          | 2:51:04 | 41.      |
| Alma Vázquez          | 400 m gát   | 1:00,86  | 6.       | 23.      | kiesett  | kiesett  | kiesett  | kiesett | kiesett  |

## Birkózás
Kötöttfogású
| Versenyző       | Versenyszám | Vigaszágas kiesés | Vigaszágas kiesés | 5. helyért        | Bronz- mérkőzés   | Döntő                        | Helyezés    |
| Versenyző       | Versenyszám | Ellenfél Eredmény | Hely.             | Ellenfél Eredmény | Ellenfél Eredmény | Ellenfél Eredmény            | Helyezés    |
| --------------- | ----------- | --- | ----------------- | ----------------- | ----------------- | ---------------------------- | ----------- |
| Gustavo Delgado | 48 kg       | B csoport · Szaitó Ikuzó (JPN) · 0–12 · Markus Scherer (FRG) · 0–12 | 5.                | kiesett           | kiesett           | kiesett                      | helyezetlen |
| Daniel Aceves   | 52 kg       | B csoport · Erol Kemah (TUR) · passzivitás · Iván Garcés (ECU) · 14–2 · Hu Richa (CHN) · 14–8 · Döntő · Taisto Halonen (FIN) · 9–9 · Hu Zsi-csa (Hu Richa) (CHN) · 14–8 | 1.                |                   |                   | Mijahara Acudzsi (JPN) · 4–9 |             |
| Ernesto Bahena  | 57 kg       | B csoport · Pasquale Pasarelli (FRG) · 1–13 · Frank Famiano (USA) · 5–17                                                                                                | 7.                | kiesett           | kiesett           | kiesett                      | helyezetlen |
| Roberto Aceves  | 62 kg       | B csoport · Kim Vongi (Kim Won-gi) (KOR) · 0–13 · Salem Bekhit (EGY) · 0–13                                                                                             | 9.                | kiesett           | kiesett           | kiesett                      | helyezetlen |

Szabadfogású
| Versenyző       | Versenyszám | Vigaszágas kiesés                                                   | Vigaszágas kiesés | 5. helyért        | Bronz- mérkőzés   | Döntő             | Helyezés    |
| Versenyző       | Versenyszám | Ellenfél Eredmény                                                   | Hely.             | Ellenfél Eredmény | Ellenfél Eredmény | Ellenfél Eredmény | Helyezés    |
| --------------- | ----------- | ------------------------------------------------------------------- | ----------------- | ----------------- | ----------------- | ----------------- | ----------- |
| Bernardo Olvera | 52 kg       | B csoport · Mahabir Singh (IND) · 0–12 · Takada Júdzsi (JPN) · 0–12 | 6.                | kiesett           | kiesett           | kiesett           | helyezetlen |

## Cselgáncs
| Versenyző         | Versenyszám | Csoport | Selejtező                                | 32-es főtábla                       | Nyolcaddöntő                | Negyeddöntő       | Elődöntő          | Vigaszág nyolcaddöntő | Vigaszág negyeddöntő | Vigaszág elődöntő | Bronz- mérkőzés   | Döntő             | Helyezés |
| Versenyző         | Versenyszám | Csoport | Ellenfél Eredmény                        | Ellenfél Eredmény                   | Ellenfél Eredmény           | Ellenfél Eredmény | Ellenfél Eredmény | Ellenfél Eredmény     | Ellenfél Eredmény    | Ellenfél Eredmény | Ellenfél Eredmény | Ellenfél Eredmény | Helyezés |
| ----------------- | ----------- | ------- | ---------------------------------------- | ----------------------------------- | --------------------------- | ----------------- | ----------------- | --------------------- | -------------------- | ----------------- | ----------------- | ----------------- | -------- |
| Rafael González   | Légsúly     | B       |                                          | erőnyerő                            | Neil Eckersley (GBR) · V    | kiesett           | kiesett           |                       |                      |                   |                   |                   | 12.      |
| Gerardo Padilla   | Harmatsúly  | A       | erőnyerő                                 | Constantin Niculae (ROU) · V        | kiesett                     | kiesett           | kiesett           |                       |                      |                   |                   |                   | 20.      |
| Federico Vizcarra | Könnyűsúly  | B       |                                          | Hugo d'Assunção (POR) · GY          | Nakanisi Hidetosi (JPN) · V | kiesett           | kiesett           |                       |                      |                   |                   |                   | 13.      |
| Carlos Huttich    | Váltósúly   | B       | Hvang Dzsinszu (Hwang Jin-Su) (KOR) · GY | Liu Csün-lin (Liu Junlin) (CHN) · V | kiesett                     | kiesett           | kiesett           |                       |                      |                   |                   |                   | 20.      |

## Evezés
Férfi
| Versenyző                        | Versenyszám  | Előfutam | Előfutam | Vigaszág | Vigaszág | Döntő | Döntő   | Döntő | Helyezés |
| Versenyző                        | Versenyszám  | Idő      | Hely.    | Idő      | Hely.    | Típus | Idő     | Hely. | Helyezés |
| -------------------------------- | ------------ | -------- | -------- | -------- | -------- | ----- | ------- | ----- | -------- |
| Armando Chávez Eduardo Arrillaga | Kétpárevezős | 6:57,01  | 6.       | 6:42,86  | 3.       | B     | 6:47,07 | 3.    | 9.       |

Női
| Versenyző                   | Versenyszám  | Előfutam | Előfutam | Vigaszág | Vigaszág | Elődöntő | Elődöntő | Döntő | Döntő   | Döntő | Helyezés |
| Versenyző                   | Versenyszám  | Idő      | Hely.    | Idő      | Hely.    | Idő      | Hely.    | Típus | Idő     | Hely. | Helyezés |
| --------------------------- | ------------ | -------- | -------- | -------- | -------- | -------- | -------- | ----- | ------- | ----- | -------- |
| María Fernanda de la Fuente | Egypárevezős | 3:55,60  | 3.       | 3:54,01  | 2.       | 4:01,77  | 5.       | B     | 3:57,93 | 5.    | 11.      |

## Íjászat
| Versenyző       | Versenyszám  | 1. forduló | 1. forduló | 2. forduló | 2. forduló | Összesítés             | Összesítés |
| Versenyző       | Versenyszám  | Pont       | Hely.      | Pont       | Hely.      | Pont                   | Helyezés   |
| --------------- | ------------ | ---------- | ---------- | ---------- | ---------- | ---------------------- | ---------- |
| Adolfo González | Férfi egyéni | 1204       | 37.        | 1214       | 31.        | 2418                   | 33.        |
| Aurora Bréton   | Női egyéni   | 1264       | 5.         | 1217       | 20.        | 2481 (holtverseny) 288 | 9.         |

## Kajak-kenu
Férfi
| Versenyző                    | Versenyszám        | Előfutam | Előfutam | Előfutam | Vigaszág | Vigaszág | Vigaszág | Döntő   | Döntő    |
| Versenyző                    | Versenyszám        | Idő      | Hely.    | Össz.    | Idő      | Hely.    | Össz.    | Idő     | Helyezés |
| ---------------------------- | ------------------ | -------- | -------- | -------- | -------- | -------- | -------- | ------- | -------- |
| Arturo Ferrer Víctor Velasco | Kenu kettes 500 m  | 1:57,80  | 5.       | 10.      | 1:53,19  | 4.       | 4.       | kiesett | kiesett  |
| Arturo Ferrer Víctor Velasco | Kenu kettes 1000 m | 4:03,75  | 4.       | 9.       | 3:58,70  | 3.       | 3.       | 3:57,49 | 8.       |

## Kerékpározás

### Országúti kerékpározás
Férfi
| Versenyző                                                        | Versenyszám     | Idő              | Helyezés      |
| ---------------------------------------------------------------- | --------------- | ---------------- | ------------- |
| Raúl Alcalá                                                      | Mezőnyverseny   | 5:01:40 (+1:43)  | 11.           |
| Luis Rosendo Ramos                                               | Mezőnyverseny   | 5:06:11 (+6:14)  | 17.           |
| Salvador Rios                                                    | Mezőnyverseny   | 5:22:17 (+22:20) | 47.           |
| Jesús Rios                                                       | Mezőnyverseny   | nem ért célba    | nem ért célba |
| Raúl Alcalá Félipe Enríquez Guillermo Gutiérrez Cuauthémoc Muñoz | Csapat időfutam | 2:13:16 (+14:48) | 17.           |

### Pálya-kerékpározás
Pontverseny
| Név               | Versenyszám | Selejtező | Selejtező  | Selejtező | Döntő | Döntő      | Döntő    |
| Név               | Versenyszám | Pont      | Körhátrány | Hely.     | Pont  | Körhátrány | Helyezés |
| ----------------- | ----------- | --------- | ---------- | --------- | ----- | ---------- | -------- |
| Manuel Youshimatz | Férfi       | 8         | –          | 2.        | 29    | –1         |          |

## Lovaglás
Díjlovaglás
| Versenyző                                     | Ló           | Versenyszám | Selejtező | Selejtező | Döntő   | Döntő    |
| Versenyző                                     | Ló           | Versenyszám | Pont      | Hely.     | Pont    | Helyezés |
| --------------------------------------------- | ------------ | ----------- | --------- | --------- | ------- | -------- |
| Cristobal Egerstrom                           | Metternich   | Egyéni      | 1361      | 34.       | kiesett | kiesett  |
| Margarita Nava                                | Pentagon     | Egyéni      | 1310      | 36.       | kiesett | kiesett  |
| Manuel Cid                                    | Civian       | Egyéni      | 1256      | 39.       | kiesett | kiesett  |
| Cristobal Egerstrom Margarita Nava Manuel Cid | lásd fentebb | Csapat      |           |           | 3927    | 11.      |

Díjugratás
| Versenyző                                                  | Ló                              | Versenyszám | 1. forduló | 1. forduló | 2. forduló | 2. forduló | Összesen | Összesen |
| Versenyző                                                  | Ló                              | Versenyszám | Pont       | Hely.      | Pont       | Hely.      | Pont     | Helyezés |
| ---------------------------------------------------------- | ------------------------------- | ----------- | ---------- | ---------- | ---------- | ---------- | -------- | -------- |
| Gerardo Tazzer                                             | Magod                           | Egyéni      | 12,00      | 15.        | 8,00       | 10.        | 20,00    | 14.      |
| Fernando Senderos                                          | Massacre                        | Egyéni      | 12,75      | 23.        | 8,00       | 10.        | 20,75    | 18.      |
| Jaime Azcárraga                                            | Royal Today                     | Egyéni      | 18,00      | 31.        | kiesett    | kiesett    | kiesett  | kiesett  |
| Fernando Senderos Raúl Nieto Gerardo Tazzer Federico Garza | Massacre Riskatek Magod Olympus | Csapat      | 52,75      | 8.         | kiesett    | kiesett    | kiesett  | kiesett  |

Lovastusa
| Versenyző                                                             | Ló           | Versenyszám | Díjlovaglás | Díjlovaglás | Tereplovaglás | Tereplovaglás | Díjugratás | Díjugratás | Végeredmény | Végeredmény |
| Versenyző                                                             | Ló           | Versenyszám | Bünt.       | Hely.       | Bünt.         | Hely.         | Bünt.      | Hely.      | Bünt.       | Helyezés    |
| --------------------------------------------------------------------- | ------------ | ----------- | ----------- | ----------- | ------------- | ------------- | ---------- | ---------- | ----------- | ----------- |
| Sandra del Castillo                                                   | Alegre       | Egyéni      | 81,20       | 46.         | 77,60         | 31.           | 10,00      | 34.        | 168,80      | 34.         |
| Armando Romero                                                        | Homnaje      | Egyéni      | 77,60       | 43.         | 363,20        | 41.           | 10,00      | 34.        | 450,80      | 40.         |
| Juan Roberto Redon                                                    | Gris         | Egyéni      | 66,40       | 27.         | kizárták      | kizárták      | kiesett    | kiesett    | kiesett     | kiesett     |
| Salvador Suárez                                                       | Chuviscar    | Egyéni      | 64,00       | 23.         | kizárták      | kizárták      | kiesett    | kiesett    | kiesett     | kiesett     |
| Sandra del Castillo Armando Romero Juan Roberto Redon Salvador Suárez | lásd fentebb | Csapat      | 208,00      | 10.         | nem ért célba | nem ért célba | kiesett    | kiesett    | kiesett     | kiesett     |

## Műugrás
Férfi
| Versenyző           | Versenyszám        | Selejtező | Selejtező | Döntő   | Döntő    |
| Versenyző           | Versenyszám        | Pont      | Helyezés  | Pont    | Helyezés |
| ------------------- | ------------------ | --------- | --------- | ------- | -------- |
| Jorge Mondragón     | Egyéni műugrás     | 537,03    | 10.       | 550,35  | 9.       |
| Carlos Girón        | Egyéni műugrás     | 549,75    | 7.        | 530,04  | 12.      |
| Miguel Angel Zavala | Egyéni toronyugrás | 492,24    | 8.        | 476,82  | 10.      |
| José Luis Rocha     | Egyéni toronyugrás | 479,67    | 13.       | kiesett | kiesett  |

Női
| Versenyző         | Versenyszám        | Selejtező | Selejtező | Döntő   | Döntő    |
| Versenyző         | Versenyszám        | Pont      | Helyezés  | Pont    | Helyezés |
| ----------------- | ------------------ | --------- | --------- | ------- | -------- |
| Elsa Tenorio      | Egyéni toronyugrás | 344,70    | 10.       | 360,45  | 7.       |
| Elsa Tenorio      | Egyéni műugrás     | 460,56    | 8.        | 463,56  | 6.       |
| Guadalupe Canseco | Egyéni műugrás     | 411,96    | 16.       | kiesett | kiesett  |
| Guadalupe Canseco | Egyéni toronyugrás | 343,11    | 11.       | 352,89  | 8.       |

## Ökölvívás
| Versenyző      | Versenyszám  | Selejtező                     | 32-es főtábla                | Nyolcaddöntő                | Negyeddöntő             | Elődöntő                 | Döntő                       | Helyezés |
| Versenyző      | Versenyszám  | Ellenfél Eredmény             | Ellenfél Eredmény            | Ellenfél Eredmény           | Ellenfél Eredmény       | Ellenfél Eredmény        | Ellenfél Eredmény           | Helyezés |
| -------------- | ------------ | ----------------------------- | ---------------------------- | --------------------------- | ----------------------- | ------------------------ | --------------------------- | -------- |
| Fausto García  | Légsúly      |                               | John Kakooza (UGA) · 5:0     | Steve McCrory (USA) · RSC   | kiesett                 | kiesett                  | kiesett                     | 9.       |
| Héctor López   | Harmatsúly   | erőnyerő                      | Johny Assadoma (INA) · KO    | Joe Orewa (NGR) · 4:1       | Ndaba Dube (ZIM) · 5:0  | Dale Walters (CAN) · 5:0 | Maurizio Stecca (ITA) · 1:4 |          |
| Javier Camacho | Pehelysúly   | erőnyerő                      | Jean-Luc Bezoky (MAD) · RSC  | Meldrick Taylor (USA) · 0:5 | kiesett                 | kiesett                  | kiesett                     | 9.       |
| Luciano Solis  | Könnyűsúly   | Slobodan Pavlović (YUG) · 2:3 | kiesett                      | kiesett                     | kiesett                 | kiesett                  | kiesett                     | 33.      |
| Octavio Robles | Kisváltósúly | erőnyerő                      | Hannu Vuorinen (FIN) · 3:2   | Jerry Page (USA) · 0:5      | kiesett                 | kiesett                  | kiesett                     | 9.       |
| Genaro León    | Váltósúly    | Daniel Domínguez (ARG) · 5:0  | Hiranaka Akinobu (JPN) · 5:0 | Khemais Refai (TUN) · 3:2   | Mark Breland (USA) · KO | kiesett                  | kiesett                     | 5.       |

RSC – a mérkőzésvezető megállította a mérkőzést

## Öttusa
| Versenyző                                   | Versenyszám | Lovaglás | Lovaglás | Lovaglás | Vívás    | Vívás | Vívás | Úszás    | Úszás | Úszás | Lövészet | Lövészet | Lövészet | Futás    | Futás | Futás | Összesen    | Összesen |
| Versenyző                                   | Versenyszám | Idő      | Pont     | Hely.    | Pontszám | Pont  | Hely. | Idő      | Pont  | Hely. | Eredmény | Pont     | Hely.    | Idő      | Pont  | Hely. | Összes pont | Helyezés |
| ------------------------------------------- | ----------- | -------- | -------- | -------- | -------- | ----- | ----- | -------- | ----- | ----- | -------- | -------- | -------- | -------- | ----- | ----- | ----------- | -------- |
| Ivar Sisniega                               | Egyéni      | 1:33,15  | 1070     | 9.       | 32–19    | 912   | 5.    | 3:14,393 | 1320  | 2.    | 184      | 780      | 43.      | 13:08,33 | 1200  | 7.    | 5282        | 7.       |
| Alejandro Yrizar                            | Egyéni      | 1:48,10  | 968      | 36.      | 28–23    | 824   | 19.   | 3:25,761 | 1228  | 17.   | 194      | 1000     | 8.       | 14:05,41 | 1029  | 32.   | 5049        | 20.      |
| Marcelo Hoyo                                | Egyéni      | 1:48,24  | 1018     | 25.      | 23–28    | 714   | 35.   | 3:34,949 | 1156  | 30.   | 188      | 868      | 33.      | 13:09,79 | 1196  | 8.    | 4952        | 23.      |
| Ivar Sisniega Alejandro Yrizar Marcelo Hoyo | Csapat      |          | 3056     | 7.       |          | 2450  | 7.    |          | 3704  | 5.    |          | 2648     | 9.       |          | 3425  | 6.    | 15 283      | 5.       |

## Sportlövészet
Férfi
| Versenyző     | Versenyszám           | Pont | Helyezés |
| ------------- | --------------------- | ---- | -------- |
| Mario Sánchez | Gyorstüzelő pisztoly  | 581  | 26.      |
| Víctor Garcés | Légpuska              | 556  | 46.      |
| Víctor Garcés | Sportpuska, összetett | 1119 | 38.      |
| Víctor Garcés | Sportpuska, fekvő     | 593  | 9.       |
| José Álvarez  | Sportpuska, fekvő     | 587  | 41.      |
| José Álvarez  | Sportpuska, összetett | 1128 | 30.      |
| José Álvarez  | Légpuska              | 565  | 36.      |

Nyílt
| Versenyző             | Versenyszám | Pont | Helyezés |
| --------------------- | ----------- | ---- | -------- |
| Diego García          | Trap        | 183  | 17.      |
| Guillermo Castellanos | Trap        | 175  | 41.      |
| Nuria Ortíz           | Skeet       | 193  | 9.       |
| Angel Guzman          | Skeet       | 182  | 46.      |

Női
| Versenyző     | Versenyszám   | Pont | Helyezés |
| ------------- | ------------- | ---- | -------- |
| Mónica Patron | Sportpisztoly | 557  | 29.      |

## Súlyemelés
| Versenyző   | Versenyszám | Szakítás | Szakítás | Lökés    | Lökés    | Összesen | Helyezés |
| Versenyző   | Versenyszám | Eredmény | Helyezés | Eredmény | Helyezés | Összesen | Helyezés |
| ----------- | ----------- | -------- | -------- | -------- | -------- | -------- | -------- |
| José Garces | 90 kg       | 150,0    | 8.       | 192,5    | 9.       | 342,5    | 8.       |

## Szinkronúszás
| Versenyző                    | Versenyszám | Selejtező           | Selejtező           | Selejtező       | Selejtező  | Selejtező  | Döntő           | Döntő      | Döntő      |
| Versenyző                    | Versenyszám | Technikai gyakorlat | Technikai gyakorlat | Zenés gyakorlat | Összesítés | Összesítés | Zenés gyakorlat | Összesítés | Összesítés |
| Versenyző                    | Versenyszám | Pont                | Hely.               | Pont            | Pont       | Hely.      | Pont            | Pont       | Helyezés   |
| ---------------------------- | ----------- | ------------------- | ------------------- | --------------- | ---------- | ---------- | --------------- | ---------- | ---------- |
| Pilar Ramírez                | Egyéni      | 85,434              | 18.                 | kiesett         | kiesett    | kiesett    | kiesett         | kiesett    | kiesett    |
| Claudia Novelo               | Egyéni      | 84,983              | 21.                 | kiesett         | kiesett    | kiesett    | kiesett         | kiesett    | kiesett    |
| Lourdes Candini              | Egyéni      | 79,550              | 34.                 | kiesett         | kiesett    | kiesett    | kiesett         | kiesett    | kiesett    |
| Claudia Novelo Pilar Ramírez | Páros       | 85,209              | 8.                  | 90,20           | 175,409    | 8.         | 91,20           | 176,409    | 8.         |

## Torna
Férfi
| Versenyző   | Versenyszám      | Selejtező | Selejtező | Döntő    | Döntő    |
| Versenyző   | Versenyszám      | Pontszám  | Helyezés  | Pontszám | Helyezés |
| ----------- | ---------------- | --------- | --------- | -------- | -------- |
| Tony Piñeda | Talaj            | 19,20     | 32.       | kiesett  | kiesett  |
| Tony Piñeda | Ugrás            | 19,30     | 56.       | kiesett  | kiesett  |
| Tony Piñeda | Korlát           | 18,50     | 57.       | kiesett  | kiesett  |
| Tony Piñeda | Nyújtó           | 19,30     | 41.       | kiesett  | kiesett  |
| Tony Piñeda | Gyűrű            | 18,90     | 58.       | kiesett  | kiesett  |
| Tony Piñeda | Lólengés         | 19,30     | 19.       | kiesett  | kiesett  |
| Tony Piñeda | Egyéni összetett | 114,50    | 46.       | kiesett  | kiesett  |

## Úszás
Férfi
| Versenyző                                               | Versenyszám            | Előfutam | Előfutam | Előfutam | Döntő   | Döntő   | Döntő   | Helyezés |
| Versenyző                                               | Versenyszám            | Idő      | Hely.    | Össz.    | Típus   | Idő     | Hely.   | Helyezés |
| ------------------------------------------------------- | ---------------------- | -------- | -------- | -------- | ------- | ------- | ------- | -------- |
| Ramiro Estrada                                          | 100 m gyors            | 52,07    | 4.       | 23.      | kiesett | kiesett | kiesett | kiesett  |
| César Sánchez                                           | 100 m gyors            | 54,94    | 5.       | 48.      | kiesett | kiesett | kiesett | kiesett  |
| César Sánchez                                           | 200 m gyors            | 1:55,82  | 4.       | 31.      | kiesett | kiesett | kiesett | kiesett  |
| Carlos Romo                                             | 200 m gyors            | 1:58,77  | 5.       | 42.      | kiesett | kiesett | kiesett | kiesett  |
| Carlos Romo                                             | 100 m pillangó         | 57,61    | 6.       | 33.      | kiesett | kiesett | kiesett | kiesett  |
| Ernesto Vela                                            | 100 m hát              | 1:01,42  | 6.       | 32.      | kiesett | kiesett | kiesett | kiesett  |
| Ernesto Vela                                            | 200 m hát              | 2:10,30  | 6.       | 26.      | kiesett | kiesett | kiesett | kiesett  |
| Eduardo Morillo                                         | 100 m mell             | 1:06,82  | 5.       | 31.      | kiesett | kiesett | kiesett | kiesett  |
| Eduardo Morillo                                         | 200 m mell             | 2:23,72  | 3.       | 20.      | kiesett | kiesett | kiesett | kiesett  |
| Eduardo Morillo                                         | 200 m vegyes           | 2:09,87  | 5.       | 23.      | kiesett | kiesett | kiesett | kiesett  |
| José Medina Ramiro Estrada César Sánchez Carlos Romo    | 4 × 100 m gyorsváltó   | 3:33,86  | 5.       | 16.      | kiesett | kiesett | kiesett | kiesett  |
| Ernesto Vela Eduardo Morillo Carlos Romo Ramiro Estrada | 4 × 100 m vegyes váltó | 3:56,11  | 5.       | 14.      | kiesett | kiesett | kiesett | kiesett  |

Női
| Versenyző                                                | Versenyszám            | Előfutam | Előfutam | Előfutam | Döntő   | Döntő   | Döntő   | Helyezés |
| Versenyző                                                | Versenyszám            | Idő      | Hely.    | Össz.    | Típus   | Idő     | Hely.   | Helyezés |
| -------------------------------------------------------- | ---------------------- | -------- | -------- | -------- | ------- | ------- | ------- | -------- |
| Teresa Rivera                                            | 100 m hát              | 1:06,39  | 6.       | 21.      | kiesett | kiesett | kiesett | kiesett  |
| Teresa Rivera                                            | 200 m hát              | 2:22,94  | 6.       | 20.      | kiesett | kiesett | kiesett | kiesett  |
| Teresa Rivera                                            | 100 m gyors            | 59,61    | 4.       | 45.      | kiesett | kiesett | kiesett | kiesett  |
| Patricia Kohlmann                                        | 100 m gyors            | 58,76    | 4.       | 40.      | kiesett | kiesett | kiesett | kiesett  |
| Patricia Kohlmann                                        | 200 m gyors            | 2:08,15  | 4.       | 21.      | kiesett | kiesett | kiesett | kiesett  |
| Irma Huerta                                              | 200 m gyors            | 2:09,79  | 5.       | 24.      | kiesett | kiesett | kiesett | kiesett  |
| Irma Huerta                                              | 400 m gyors            | 4:25,13  | 4.       | 17.      | B       | 4:23,34 | 8.      | 16.      |
| Irma Huerta                                              | 800 m gyors            | 8:56,18  | 5.       | 12.      | kiesett | kiesett | kiesett | kiesett  |
| Sara Guido                                               | 100 m mell             | 1:14,69  | 7.       | 23.      | kiesett | kiesett | kiesett | kiesett  |
| Sara Guido                                               | 200 m mell             | 2:38,87  | 6.       | 17.      | kiesett | kiesett | kiesett | kiesett  |
| María Urbina                                             | 100 m pillangó         | 1:06,65  | 6.       | 28.      | kiesett | kiesett | kiesett | kiesett  |
| Patricia Kohlmann Teresa Rivera Rosa Fuentes Irma Huerta | 4 × 100 m gyorsváltó   | 3:58,31  | 5.       | 11.      | kiesett | kiesett | kiesett | kiesett  |
| Teresa Rivera Sara Guido María Urbina Patricia Kohlmann  | 4 × 100 m vegyes váltó | kizárták | kizárták | kizárták | kiesett | kiesett | kiesett | kiesett  |

## Vitorlázás
Férfi
| Versenyző        | Versenyszám     | Futam | Futam | Futam | Futam | Futam | Futam | Futam  | Pontszám | Helyezés |
| Versenyző        | Versenyszám     | 1     | 2     | 3     | 4     | 5     | 6     | 7      | Pontszám | Helyezés |
| ---------------- | --------------- | ----- | ----- | ----- | ----- | ----- | ----- | ------ | -------- | -------- |
| Mauricio Toscano | Szörfvitorlázás | 22,0  | 25,0  | 21,0  | 24,0  | 21,0  | 26,0  | (29,0) | 139,0    | 18.      |

Nyílt
| Versenyző                               | Versenyszám     | Futam | Futam | Futam | Futam  | Futam  | Futam | Futam  | Pontszám | Helyezés |
| Versenyző                               | Versenyszám     | 1     | 2     | 3     | 4      | 5      | 6     | 7      | Pontszám | Helyezés |
| --------------------------------------- | --------------- | ----- | ----- | ----- | ------ | ------ | ----- | ------ | -------- | -------- |
| Eric Mergenthaler                       | Finn dingi      | 24,0  | 26,0  | 17,0  | 17,0   | 20,0   | 22,0  | (28,0) | 126,0    | 18.      |
| Alejandro Terrones Hermann Mergenthaler | 470-es osztály  | 25,0  | 24,0  | 28,0  | 21,0   | (35,0) | 23,0  | 21,0   | 142,0    | 20.      |
| Arnoldo Rábago Guillermo Tapia          | Repülő hollandi | 21,0  | 22,0  | 23,0  | (24,0) | 23,0   | 22,0  | 22,0   | 133,0    | 17.      |

## Vívás
Női
| Versenyző      | Versenyszám | Selejtező | Selejtező | Selejtező         | Selejtező | Selejtező         | Selejtező | Főtábla           | Főtábla           | Vigaszág          | Vigaszág          | Negyeddöntő       | Elődöntő          | Döntő             | Helyezés |
| Versenyző      | Versenyszám | 1. kör | 1. kör    | 2. kör            | 2. kör    | 3. kör            | 3. kör    | 1. kör            | 2. kör            | 1. kör            | 2. kör            | Negyeddöntő       | Elődöntő          | Döntő             | Helyezés |
| Versenyző      | Versenyszám | Ellenfél Eredmény | Hely.     | Ellenfél Eredmény | Hely.     | Ellenfél Eredmény | Hely.     | Ellenfél Eredmény | Ellenfél Eredmény | Ellenfél Eredmény | Ellenfél Eredmény | Ellenfél Eredmény | Ellenfél Eredmény | Ellenfél Eredmény | Helyezés |
| -------------- | ----------- | --- | --------- | ----------------- | --------- | ----------------- | --------- | ----------------- | ----------------- | ----------------- | ----------------- | ----------------- | ----------------- | ----------------- | -------- |
| Lourdes Lozano | Tőr, egyéni | 1. csoport · Alayna Snell (ISV) · 5–2 · Kerstin Palm (SWE) · 5–0 · Debra Waples (USA) · 1–5 · Madeleine Philion (CAN) · 3–5 · Dorina Vaccaroni (ITA) · 2–5 · Sabine Bischoff (FRG) · 1–5 | 6.        | kiesett           | kiesett   | kiesett           | kiesett   | kiesett           | kiesett           | kiesett           | kiesett           | kiesett           | kiesett           | kiesett           | 31.      |